# Rabia Soytürk
Rabia Soytürk (* 26. Januar 1999 in Istanbul) ist eine türkische Schauspielerin.

## Leben und Karriere
Soytürk wurde am 26. Januar 1999 in Istanbul geboren. Sie studierte an dem Sadri Alışık Kültür Merkezi. Ihr Debüt gab sie 2018 in der Fernsehserie Çukurdakiler. Danach trat sie im selben Jahr in Ein guter Mensch auf. Von 2018 bis 2019 wurde Soytürk für die Serie Gülperi gecastet. Anschließend bekam sie 2019 in dem Film Özgür Dünya die Hauptrolle. Zwischen 2021 und 2022 spielte sie in der Serie Alparslan Büyük Selçuklu mit. Seit 2023 spielt Soytürk in der Serie Veda Mektubu die Hauptrolle.

## Filmografie
Filme
- 2019: Özgür Dünya

Serien
- 2018: Çukurdakiler
- 2018: Ein guter Mensch
- 2018–2019: Gülperi
- 2019–2021: Benim Adım Melek
- 2021–2022: Alparslan: Büyük Selçuklu
- 2022: Duy Beni
- seit 2023: Veda Mektubu